# 三津浜町
三津浜町（みつはまちょう）は愛媛県中予地方の和気郡のち温泉郡にあった町である。

## 地理
温泉郡の西部にあって海岸に要港を控え、松山の玄関口である。北は新浜村に界し東は丘陵によりて久枝村と接する。南は味生村に接する。

## 沿革
- 1889年（明治22年）12月15日 - 町村制施行により和気郡三津梅田町、三津通町、三津桂町、三津久宝町、三津心齋町、三津広町、三津柳町、三津住吉町、三津新町、三津桜町、三津藤井町、三津三穂町、三津須先町、三津栄町および新浜村の一部が合併し和気郡三津浜町として発足。
- 1897年（明治30年）4月1日 - 和気郡の温泉郡への編入に伴い温泉郡三津浜町となる。

- 1903年（明治36年）3月17日 - 町会で三津浜港改修案を満場一致で可決。
- 1908年（明治41年）5月28日 - 第75回臨時県会で三津浜築港費を含む22か年継続土木事業案が可決。

- 1909年（明治42年）7月12日 - 三津浜築港起工式を挙行。しかしその後、三津浜町長ら11名が恐喝容疑で逮捕され、さらに政友会愛媛県支部幹事長藤野政高も逮捕され、県事業としての築港事業は中止となった（三津浜築港疑獄事件）[2]。
- 1912年（明治45年）2月7日 - 松山電気軌道が全線開業。伊予鉄道との間で集客合戦が始まる。
- 1916年（大正5年）8月29日 - 三津浜町主体の築港事業起工（1923年竣工）[3]。
- 1921年（大正10年）4月1日 - 松山電気軌道が伊予鉄道に吸収合併される（のち廃止）。
- 1922年（大正11年）11月24日 - 皇太子（のちの昭和天皇）が町内の愛媛県女子師範学校と三津浜グラウンドに行啓[4]。
- 1924年（大正13年）12月1日 - 三津浜図書館が開館[5]。
- 1925年（大正14年）5月10日 - 古三津村を編入。
- 1928年（昭和3年）
  - 3月 - 町役場が新町から広町に移転する[6]。
  - 12月 - 三津魚市株式会社を買収し、公設魚市場とする[6]。
- 1929年（昭和4年）4月 - 三津浜競馬場が開設される（1955年廃止）[7]。
- 1932年（昭和7年）3月17日 - 三津浜上水道拡張工事完成。
- 1937年（昭和12年）6月1日 - 新浜村を編入。
- 1940年（昭和15年）8月1日 - 松山市に編入され消滅。

## 教育
- 愛媛県女子師範学校
  - 附属小学校
  - 附属幼稚園
- 三津浜第一尋常高等小学校
- 三津浜第二尋常高等小学校
- 三津浜商業補習学校（第一小学校に併置）[8]
- 三津浜女子専修学校（第二小学校に併置）[9]

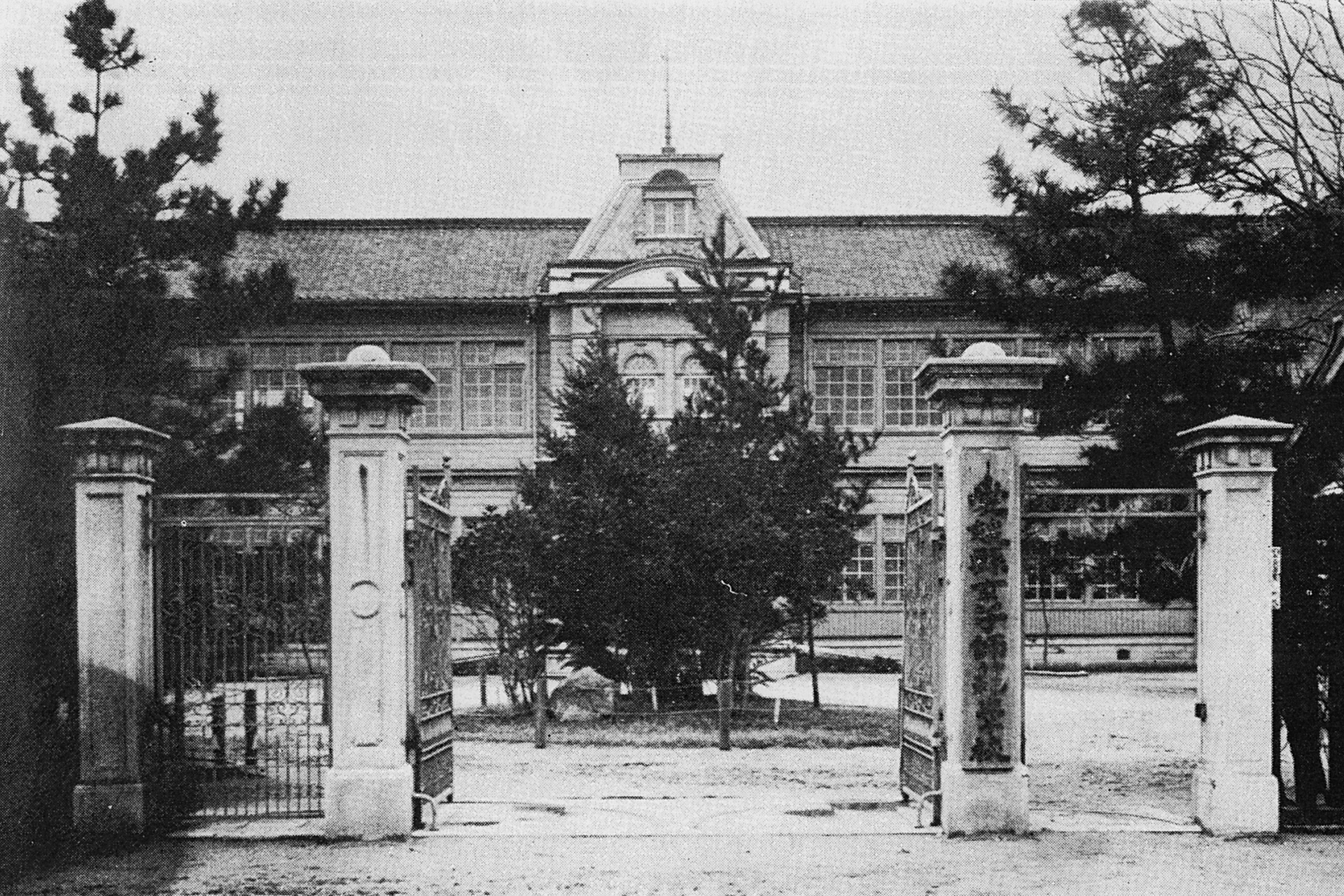
愛媛県女子師範学校（梅田町）

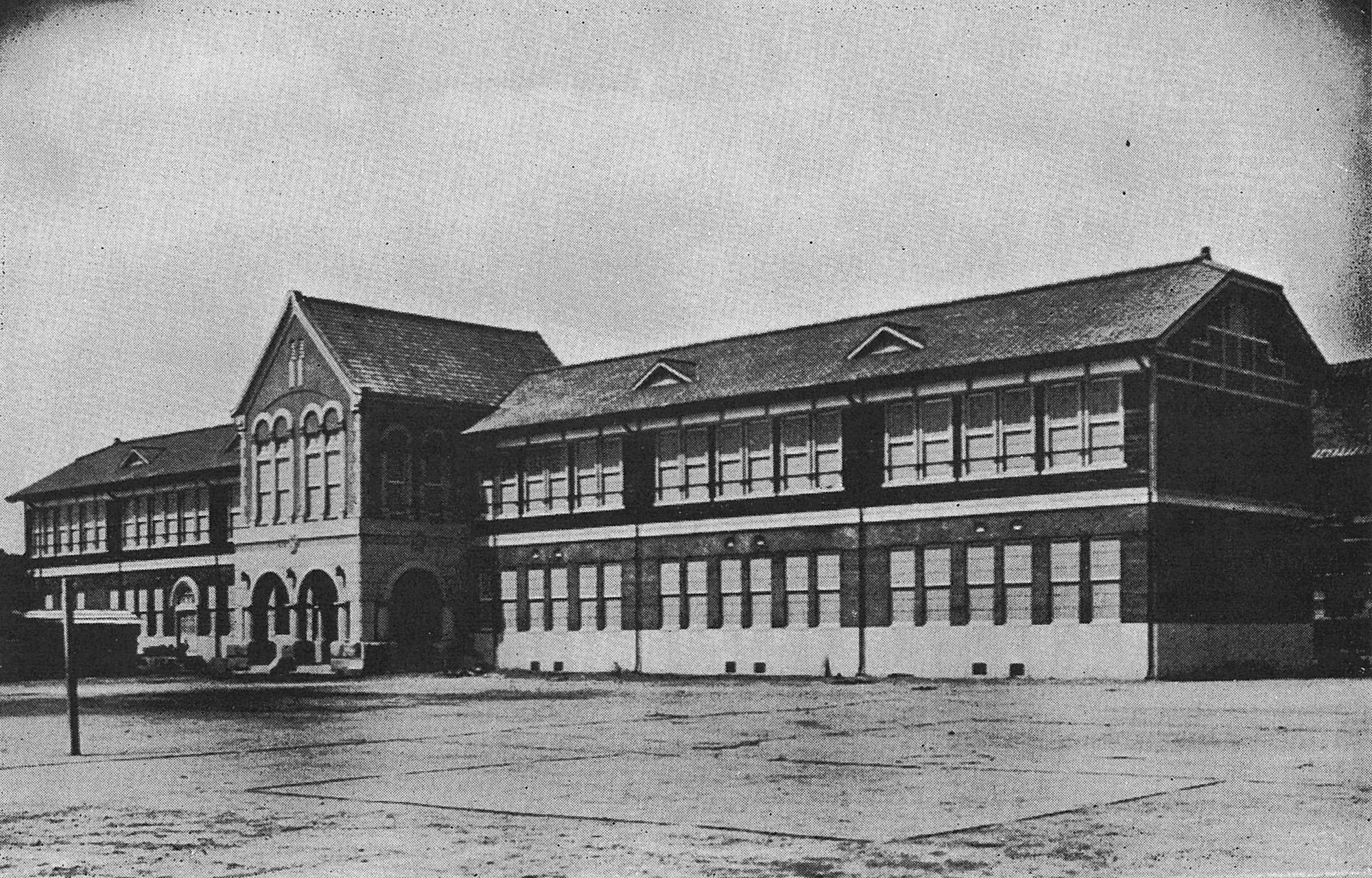
三津浜第一尋常高等小学校（通町）

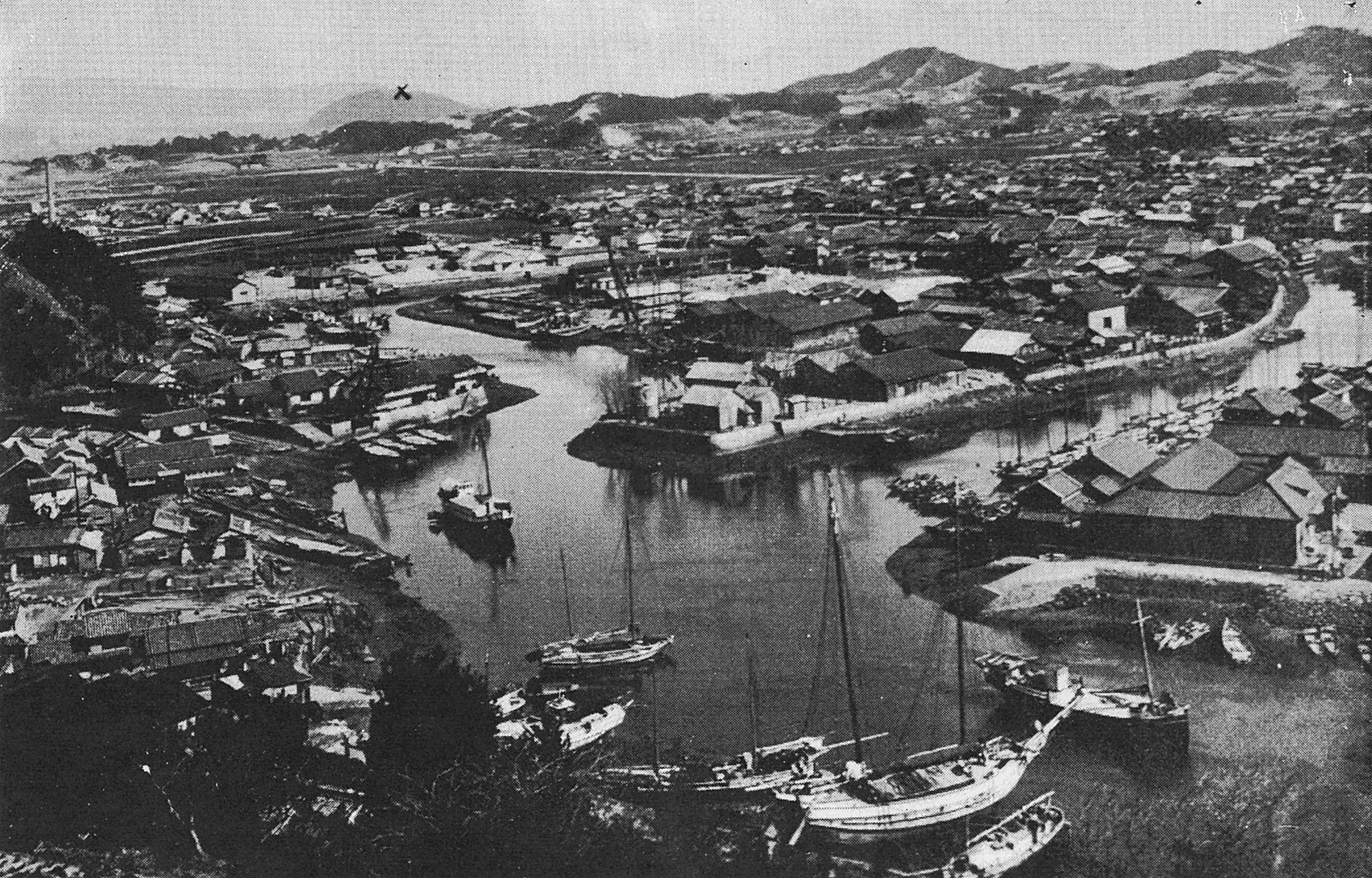
三津浜港（×印は松山城）

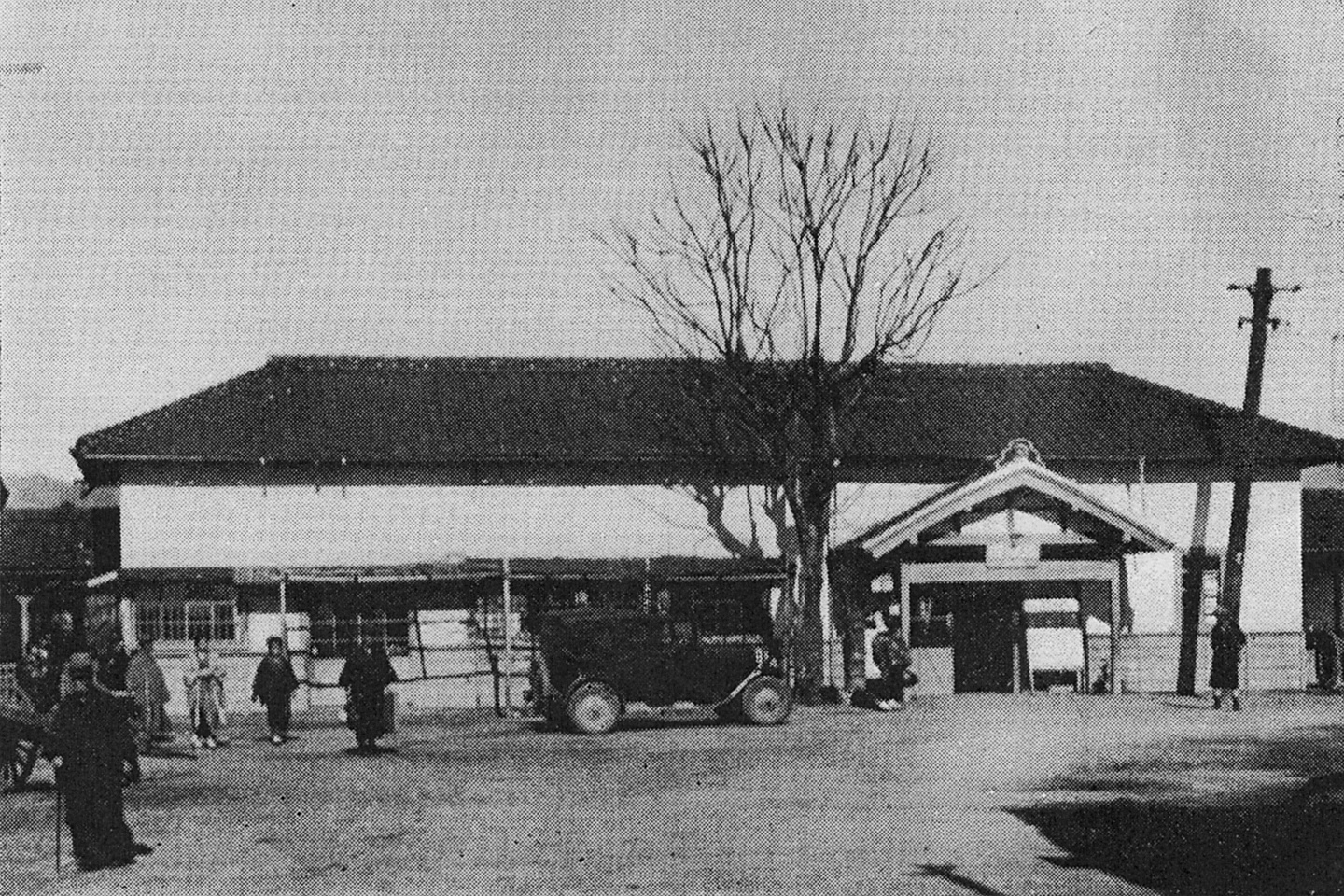
伊予鉄三津駅（住吉橋前）

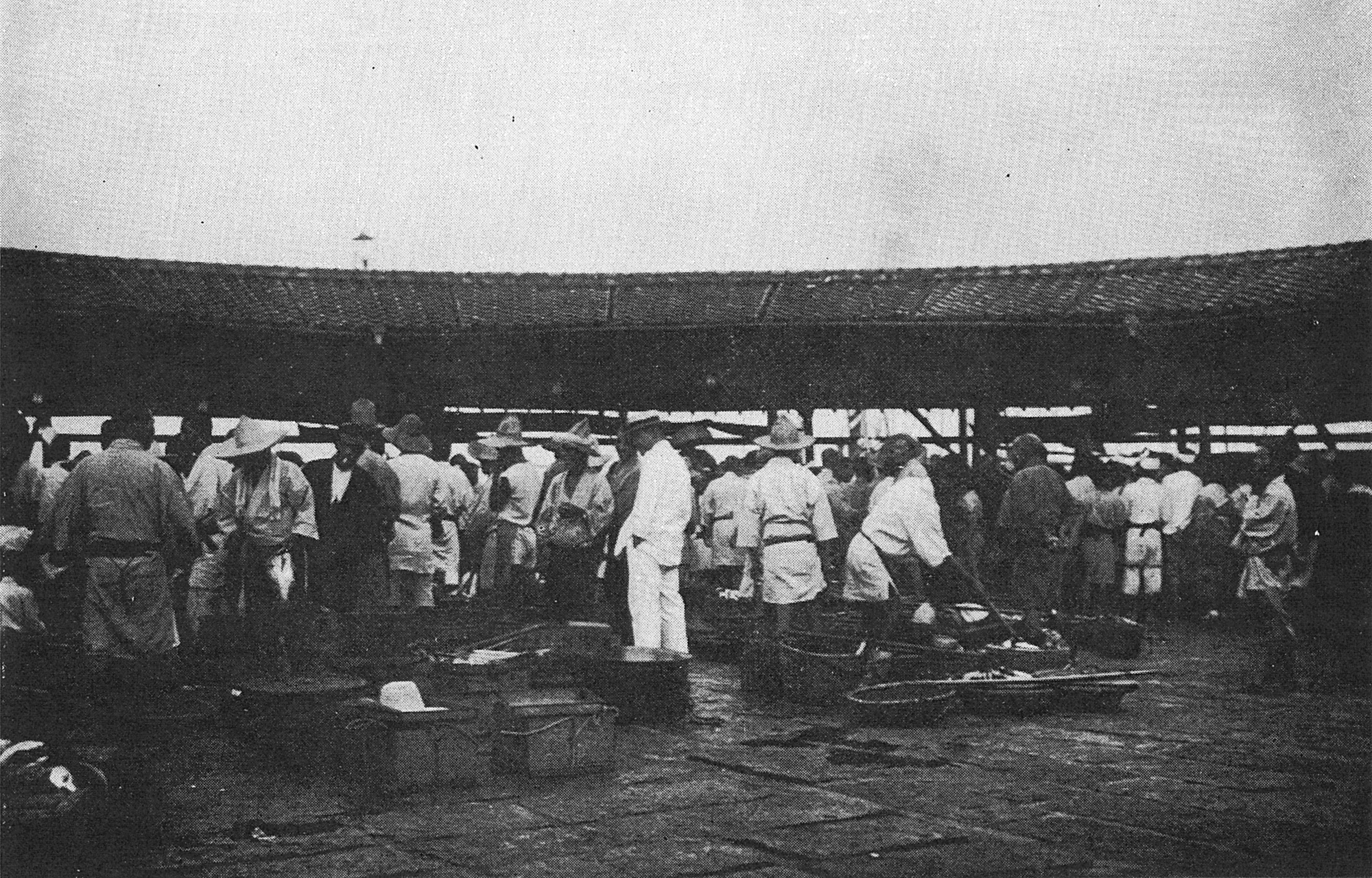
三津浜町公設魚市場

- 三津浜高等海員養成所（地元の篤志家石崎庄兵衛が1913年9月に設立）[10]

## 交通

### 船運
- 三津浜港 - 夏目漱石の小説『坊つちやん』の舞台となった。

### 鉄道路線
- 伊予鉄道高浜線

三津駅
- 松山電気軌道

江ノ口停留場 - 堀川停留場 - 住吉町停留場
- 鉄道省讃予線（現在の予讃線）

三津浜駅

## 名所・旧跡・観光スポット・祭事・催事
- 厳島神社（大字新立）[11]
- 恵美須神社（大字栄町）[12][13]
- 烈女松江の墓（三津浜町南境小松原）[14]
- 明神丘 - 藤原純友の居館があったとの伝承がある[15]。
- 三津浜グラウンド
- 三津浜競馬場

## 出身・ゆかりのある人物

### 政治・経済
近藤正平、近藤貞次郎、近藤松太郎などは貴族院多額納税者議員選挙の互選資格を有した。
- 亀岡嘉秋（酒造業、政治家） - 五十崎町議会議員。旧姓・八原。亀岡謙太郎の養子。
- 近藤正平（商業）[16]
- 近藤貞次郎（実業家、資産家）[16][17] - 松山電気軌道社長。
- 近藤松太郎（商業）[16]
- 関谷勝嗣（政治家） - 衆議院議員（自民党）。

### 文化
- 土居市太郎（将棋棋士） - 名誉名人。